# Keep on Loving You (Reba McEntire)
Keep On Loving You è il venticinquesimo album in studio della cantante country statunitense Reba McEntire, pubblicato nel 2009.

## Tracce
1. Strange – 3:00
2. Just When I Thought I'd Stopped Lovin' You – 3:50
3. I Keep on Lovin' You – 3:13
4. I Want a Cowboy – 3:39
5. Consider Me Gone – 3:38
6. But Why – 3:28
7. Pink Guitar – 2:53
8. She's Turning 50 Today – 4:05
9. Eight Crazy Hours (In the Story of Love) – 4:04
10. Nothing to Lose – 4:47
11. Over You – 3:56
12. Maggie Creek Road – 4:50
13. I'll Have What She's Having – 2:59

## Classifiche
| Classifica (2009) | Posizione raggiunta |
| ----------------- | ------------------- |
| Stati Uniti       | 1                   |